# William Douglas Resinente dos Santos
William Douglas Resinente dos Santos (Rio de Janeiro, 4 de junho de 1967) é um jurista, magistrado, escritor e professor brasileiro, atualmente desembargador federal do Tribunal Regional Federal da 2ª Região.
É mestre em direito e autor de diversas obras na área jurídica, bem como sobre educação, desenvolvimento pessoal e cristianismo.

## Biografia
William Douglas formou-se em direito pela Universidade Federal Fluminense (UFF) e concluiu o mestrado pela Universidade Gama Filho.
Tornou-se juiz federal em 1993, sendo promovido pelo critério de antiguidade ao cargo de desembargador federal do Tribunal Regional Federal da 2ª Região em 2021. Em sua posse como desembargador, a saudação foi feita pelo jurista Ives Gandra Martins.
Anteriormente, exerceu as atividades de advogado, delegado de polícia, defensor público, professor de direito processual na Universidade Federal Fluminense e professor em vários cursos preparatórios e pós-graduação, já tendo atuado também como membro de bancas de concursos.
Agraciado com 4 medalhas militares, diversas medalhas civis e 3 prêmios pela atuação na área de inclusão social e racial.
Embaixador da Missão Vida, que recupera moradores de rua, Membro da Educafro, OSCIP católica franciscana que trabalha com inclusão social e racial, professor voluntário no Coletivo Justiça Negra Luiz Gama e Coordenador de Empreendedorismo do Projeto Cristolândia, da Junta de Missões Nacionais, da Convenção Batista Brasileira. É tido como um evangélico com trânsito multirreligioso.
Em julho de 2019, seu nome foi recomendado para indicação ao cargo de ministro do Supremo Tribunal Federal (STF) por pastores de diversas denominações, que assinaram um documento entregue por Silas Malafaia ao presidente Jair Bolsonaro. A potencial indicação também recebeu o apoio de juristas.
A 4a Vara Federal de Niterói, órgão o qual ocupou a titularidade, foi objeto de pesquisa de doutorado sendo referência em gestão na Justiça Federal, além de ter concorrido ao Prêmio Innovare como exemplo de Boas Práticas de Gestão do Poder Judiciário e o CNJ tê-lo incluído no Planejamento Estratégico do Poder Judiciário por meio da Resolução 70/2009.

## Obra
Possui mais de 50 livros publicados, com mais de 1,2 milhão de livros vendidos.
É o autor dos best sellers "Como passar em provas e concursos" (Editora Impetus) e "As 25 leis bíblicas do sucesso" (Editora Sextante). Primeiro lugar nas mais importantes listas de mais vendidos do Brasil, publicado também em Portugal (ed. Self) e nos Estados Unidos (ed. Taller del Exito) e em espanhol.
O livro As 25 leis foi publicado em inglês pela Baker Books, já vendeu 40 mil exemplares nos EUA. Em 2020 também será publicado na Nigéria.
Também tem livros publicados pelas editoras: Ediouro, Campus/Elsevier, Mundo Cristão e Thomas Nelson Brasil. Em espanhol já foi publicado pela ed TAller del Exito e atualmente é publicado pela Editora Planeta.
Já foi citado no Supremo Tribunal Federal - STF em 2020 como referência doutrinária no Acórdão da ADI 3538-RS.
Também já foi citado como referência doutrinária no Acórdão da ADI por Omissão Nº 118361/2016 do Tribunal de Justiça do Mato Grosso - TJMT. 